# Madonna met kind (Bellini, Musée Fesch)
De Madonna met kind (Frans: Vierge à l'Enfant) is een schilderij van Giovanni Bellini, dat hij waarschijnlijk tussen 1470 en 1475 maakte. Het maakt deel uit van de collectie van het Musée Fesch in Ajaccio.

## Voorstelling
Maria houdt haar zoon voorzichtig met twee handen vast. Het kind strekt een hand uit naar het gezicht van zijn jonge moeder. Zijn mond is half geopend. Op de gouden achtergrond zijn in reliëf aureolen aangebracht. 
Tijdens een restauratie in 2010 bleek dat deze achtergrond waarschijnlijk pas in negentiende eeuw is aangebracht. Er gaat vermoedelijk een landschap onder schuil. Omdat de madonna's van Bellini niet los gezien kunnen worden van de Byzantijnse traditie met zijn gouden iconen, komt de nieuwe achtergrond toch passend over. 
In het verleden werd deze Madonna met kind in verband gebracht met de Clark-madonna, die zich in de collectie van Ashmolean Museum bevindt en ook een gouden achtergrond heeft. De kunsthistoricus Mauro Lucco ziet eerder een verband met een serie schilderijen van Madonna met kind die Bellini tussen 1470 en 1475 maakte waarin Jezus ook een open mond heeft. Op basis van deze vergelijking wordt een datering tussen 1470 en 1475 aangehouden.

## Herkomst
Het schilderij is eigendom geweest van kardinaal Joseph Fesch, aartsbisschop van Lyon en half-oom van Napoleon. Na zijn dood in 1839 liet hij een deel van zijn collectie na aan zijn geboortestad Ajaccio. Voor deze werken werd het Musée Fesch opgericht. 
In februari 2011 werd de Madonna met kind samen met drie andere schilderijen gestolen door een medewerker van het museum. Een jaar later, in mei 2012, werden de werken teruggevonden in Ajaccio. 

## Afbeeldingen

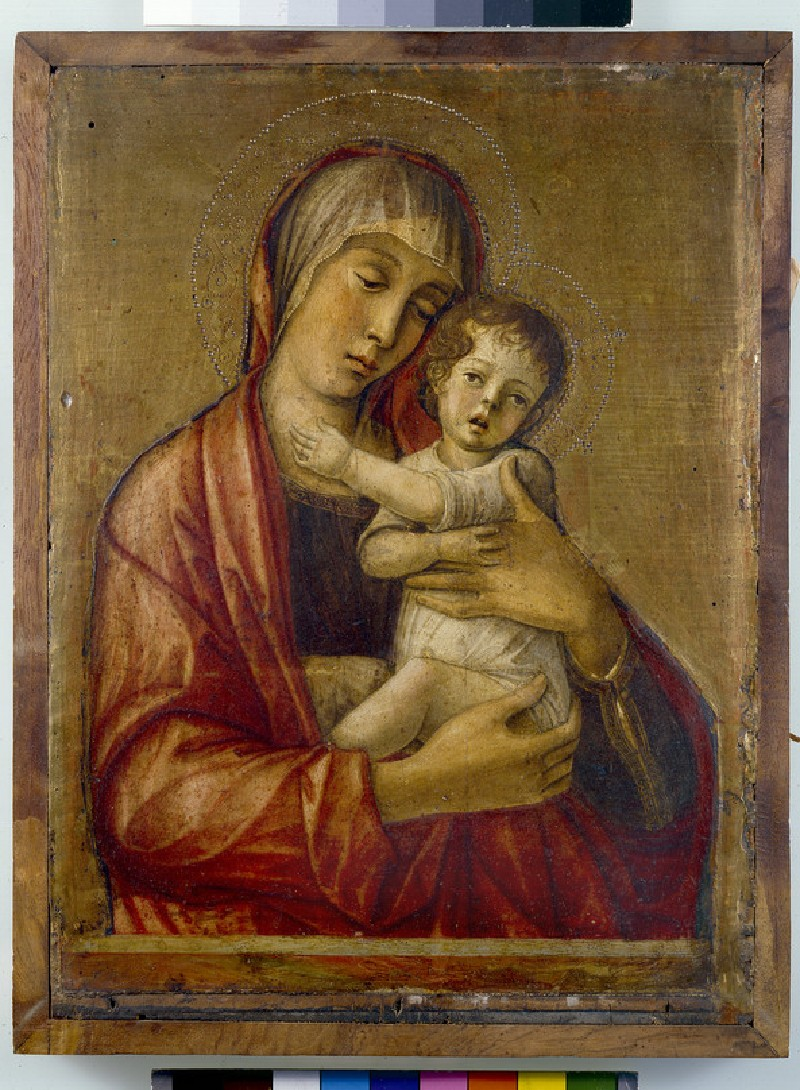
Clark-madonna
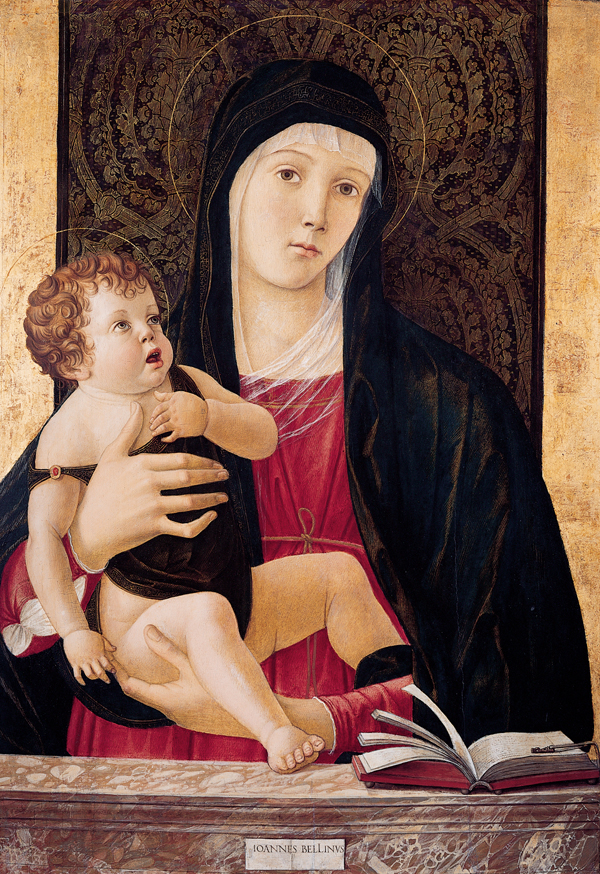
Madonna met kind - versie in het Kimbell Art Museum